# Partido Popular da Galiza
O Partido Popular da Galiza (PPdeG; em galego e castelhano: Partido Popular de Galicia) é um partido político da Galiza, representação na Galiza do Partido Popular. Desde 15 de janeiro de 2006, seu presidente é Alberto Núñez Feijóo, tendo sido reeleito pela quinta vez consecutiva em 17 de julho de 2021.

## Ideologia
O PPdeG é o único partido de direita representado na câmara do parlamento galego. Historicamente, foi conservador e liberal. Também cobre um amplo espectro, que vai do autoproclamado regionalismo ao nacionalismo espanhol. Por outro lado, se apresenta como um partido com um passado democrático caracterizado por um espírito reformista, centrado e de raízes cristãs.
Nas fileiras do próprio partido popular existe uma corrente que defende o caráter galeguista do partido. As personalidades de referência que aderem a esta tendência são ou foram Xosé Cuiña, Xesús Palmou ou o próprio presidente do partido, Alberto Núñez Feijóo. Há também uma outra posição muito mais homogênea que é entender o partido como uma organização social e econômica de centro-direita. Isso é defendido pela maioria de seus militantes, começando pelos ex-presidentes da Espanha, Mariano Rajoy e  José María Aznar. No entanto, algumas posições nacionais e europeias do partido conflitam com as visões de esquerda, centro-esquerda e até mesmo grupos nacionalistas de centro-direita.